# Estadio Único de San Nicolás
El estadio Único de San Nicolás es un recinto deportivo ubicado en la ciudad de San Nicolás de los Arroyos, en el norte de la provincia de Buenos Aires, Argentina. Tiene una capacidad de 25.000 espectadores. Fue inaugurado el 19 de octubre de 2019, en la ceremonia actuaron los cantantes Nahuel Pennisi y Ulises Bueno.

## Características
Se encuentra estratégicamente ubicado en el kilómetro 234 de la Ruta Nacional 9, sobre la intersección de las avenidas Dámaso Valdés y Rucci.
Cuenta con una capacidad de 25.000 espectadores que pueden incrementarse a 35.000 utilizando el campo de juego.
La obra comenzó en septiembre de 2014, cuando se construyeron las bases, columnas e inclinaciones donde luego se apoyarían las tribunas. Luego de 5 años de iniciadas las obras, finalmente el estadio fue terminado.
Fue construido de acuerdo a las reglamentaciones de la Asociación del Fútbol Argentino (AFA) y de la Unión Argentina de Rugby (UAR). Además, cuenta con la infraestructura necesaria para impulsar el deporte local brindando la posibilidad de realizar entrenamientos y competiciones en altas categorías de diferentes disciplinas. Sus instalaciones permiten también, el desarrollo de eventos corporativos y convenciones. Es el estadio más importante de la región.

## Eventos deportivos
Desde 2020 el estadio fue designado sede frecuente de la Copa Argentina, debido, principalmente, a la ubicación a una distancia similar entre equipos de las regiones centro, norte y litoral del país y los equipos de la Ciudad de Buenos Aires y alrededores.
A pesar de ser utilizado regularmente para partidos de la Liga Nicoleña de Fútbol, el primer partido oficial por torneos de AFA lo disputaron Douglas Haig de Pergamino y Defensores Belgrano de Villa Ramallo por la fase preliminar de la Copa Argentina 2020-21.
En 2022 albergó el encuentro de la fecha 35 de la Primera Nacional entre Brown de Adrogué y Belgrano. Ante las altas chances de ascenso del equipo cordobés y la posibilidad de que hubiera infiltrados en el estadio del tricolor, ambos clubes junto a la AFA y los organismos de seguridad decidieron trasladar el encuentro a este escenario para que asista la parcialidad sin inconvenientes.
El 9 de septiembre de 2023. El estadio albergó un partido amistoso internacional entre River Plate y Universidad Católica de Chile. El resultado fue 1 a 0 a favor del equipo millonario con gol de Esequiel Barco.
El 9 de diciembre de 2023 albergó la semifinal de la Copa de la Liga Profesional entre Godoy Cruz y Platense, siendo la primera vez en la historia que fue sede de un partido de Primera División.
El 28 de abril de 2024 albergó otra vez la semifinal de la Copa de la Liga Profesional, pero en esta ocasión entre Argentinos Juniors y Vélez Sarsfield. Fue victoria desde el punto de penal para el Fortín, consiguiendo el pase a la final de la competición.
En junio de 2024, el estadio fue confirmado como sede para el partido entre Argentinos Juniors y Atlético Rafaela, correspondiente a los dieciseisavos de final de la Copa Argentina.
El 2 de noviembre de 2024 el estadio albergó el encuentro de desempate por el descenso a la tercera división entre Atlético Rafaela y Brown de Adrogué. El encuentro terminó 2 a 1 a favor de la Crema marcando el descenso de Brown a la Primera B Metropolitana y enviando a Atlético Rafaela a un partido de promoción con Talleres de Remedios de Escalada donde Talleres ganó por 2 a 1 y sentenció a Atlético Rafaela a jugar el torneo Federal A.